# УТ-3
«УТ-3» (Третий канал национального телевидения Украины, укр. Третій канал Національного телебачення України) — бывший украинский общенациональный телеканал, первый украинский коммерческий телеканал, вещавший с 26 сентября 1992 по 14 августа 1995 года. Трансляция УТ-3 проходила на одной частоте с телеканалом УТ-2.

## История
Старт канала УТ-3 состоялся в субботу 26 сентября 1992 года на частоте УТ-2, где на то время транслировались программы украинского канала УТ-2 и программы РТР. Ровно в 19:00, во время, отведённое для ретрансляции РТР, на экране появился диктор, чтобы сообщить зрителям о появлении в украинском эфире нового телеканала, а также заранее извинился перед зрителями РТР за то, что новая телепрограмма «перекроет» их любимые передачи, но прогресс — вещь, которую нельзя остановить. К слову, в первый вечер своей работы УТ-3 вещал с «разрывом», чтобы дать украинскому зрителю возможность посмотреть рейтинговую программу РТР.
УТ-3 был каналом более молодёжным, и был рассчитан на более продвинутую публику, чем УТ-2. С весны 1993 года УТ-3 объединился с первой коммерческой телестудией Киева «ТВ Мегапол» для создания совместного телеканала, который будет выходить в эфир на частотах УТ-3. Так был создан телеканал УТ-3 в более новой интерпретации.
В 1994 году продолжалось развитие УТ-3. Теперь программы данного канала выходили в эфир уже не три, а четыре раза в неделю: кроме среды и четверга и по-прежнему по общей сетке с программами УТ-2 и канала «Россия».
14 августа 1995 года программы УТ-3 и РТР исчезли с частоты УТ-2. Этот день принято считать днём закрытия УТ-3.
Название УТ-3 уже как сеть упоминается до конца 1996 года, пока не начал вещание телеканал «Интер». В некоторых печатных телепрограммах Украины название УТ-3 обозначало программу передач телеканала «Интер» с включением передач российского ОРТ (Первого канала) вплоть до 2002 года.
В 1995 году на базе УТ-3 был создан АОЗТ «Украинская независимая ТВ-корпорация», которая в 1996 году начала вещать под логотипом «Интер». 29 % АОЗТ принадлежало ОРТ.

## Программное наполнение
В первый день работы в эфире транслировался мультфильм из серии «Черепашки-ниндзя», репортаж из республиканского центра одарённых детей (производства журналистов УТ-3), музыкальная программа «Кто-то называет это словом джаз», выпуск компьютерной хроники (обе — от американской корпорации «Worldnet»), а также — два информационных выпуска «СИТ-3» от службы информации «ТВ-Табачук».
В рамках канала УТ-2 велись трансляции пленарных заседаний Верховной Рады Украины — днём в прямом эфире, а вечером — в повторе. Именно поэтому УТ-3 выходил исключительно в выходные и по понедельникам — в дни, когда Верховная Рада не работала в пленарном режиме.
Эфирный вечер на канале УТ-3 начинался с программы «Визитка», ведущий которой представлял и анонсировал то, что ожидало зрителей в течение всего вечернего сеанса. Помимо уже упомянутых проектов, в эфире УТ-3 транслировались программы производства CNN с украинским переводом, циклы документальных фильмов, игровые и развлекательные проекты. В частности, особой популярностью пользовался проект Анатолия Бондаренко «Хіт-рік» и игровая программа «Winner», которая готовилась УТ-3 совместно с киевским клубом «Что? Где? Когда?».

## Личности
Ведущими и журналистами канала были ныне ведущие топ-менеджеры медиа-бизнеса Украины Анна Безлюдная (руководитель медиагруппы Inter Media Group), Александр Ткаченко (Генеральный директор 1+1 Медиа).
В 1992 году одним из пионеров-открывателей революционного на то время коммерческого независимого (в первую очередь, от госбюджета) телеканала УТ-3 стал известный журналист Анатолий Бондаренко. Шеф-редактор творческой группы субботнего эфира, автор и ведущий нескольких музыкальных и развлекательных программ («Хіт-Рік», «Для Вас», «Віннер» и другие), соавтор и ведущий «Вечерних развлечений для взрослых». Все программы особенно интересны были тем, что выходили в прямом эфире.
Также с января 1992 года на УТ-3 была ведущей и журналистом знаменитая украинская ведущая Анна Безулик. Работала в программах Виннер (Winner), Ридикюль, Крутые новости. Готовила информационные материалы.